# Oskar Lenz
Oskar Lenz (Leipzig, 13 de abril de 1848 - Sooß, 1 de marzo de 1925) fue un mineralogista y geólogo alemán nacionalizado austriaco, que exploró gran parte de África.

## Biografía

### Primeros años
Lenz, hijo de un zapatero, se graduó en el Nicolaigymnasium de Leipzig. Desde 1866 estudió mineralogía y geología en la Universidad de Leipzig y se doctoró allí en 1870. Ese mismo año viajó a Viena para trabajar como profesor en un instituto privado y en 1872 se convirtió en ciudadano austriaco y funcionario del Instituto Geológico Imperial de Austria. Cartografió los territorios del sur y el este de Austria. 
De 1874 a 1877, trabajó al servicio de la Sociedad Alemana para la Exploración de África Ecuatorial, en la colonia francesa de Gabón, principalmente en la zona alrededor del río Ogowe. Sin embargo, Lenz tuvo que abandonar la expedición debido a una enfermedad. En el camino de regreso se encontró con el explorador italiano Pierre Savorgnan de Brazza, que estaba completando la investigación de la cuenca de Ogowe.
De 1877 a 1879 trabajó como geólogo en el Instituto Imperial para las prospecciones de Galitzia oriental, que también incluyeron varias excavaciones prehistóricas.

### Expedición de Marruecos a Senegal
En 1879-80 dirigió la primera expedición que cruzó el desierto del  Sáhara desde Marruecos hasta Senegal. El objetivo principal de la expedición era realizar estudios geológicos de la región, investigando los supuestos depósitos de mineral de hierro en el noroeste de África. En 1880, junto a su compañero Cristóbal Benítez, se convirtió en el cuarto europeo en visitar la legendaria ciudad de Tombuctú. Lenz recibió una bienvenida amistosa, aunque el estado de ánimo general en la ciudad de las caravanas era caldeado y latentemente xenófobo debido a los avances franceses desde Senegal y Argelia hacia Níger. Lenz se hizo pasar por un médico turco musulmán y pudo viajar sin ser molestado, pero después de su regreso a Europa el investigador participó en la agitación antiislámica, que pretendía justificar ideológicamente la toma colonial del norte y oeste de África. 
Lenz fue el primer europeo en llegar a Senegal desde el norte a través de Tombuctú, llegando a la ciudad portuaria de Saint-Louis en noviembre de 1880.
Después de dar conferencias en sociedades geográficas de España, Francia y Alemania, Lenz regresó a Austria y se concentró en el trabajo geográfico, se convirtió en secretario general de la Sociedad Geográfica Imperial y Real y en profesor de geografía en la Universidad de Czernowitz. 

### Expedición del Congo al Índico

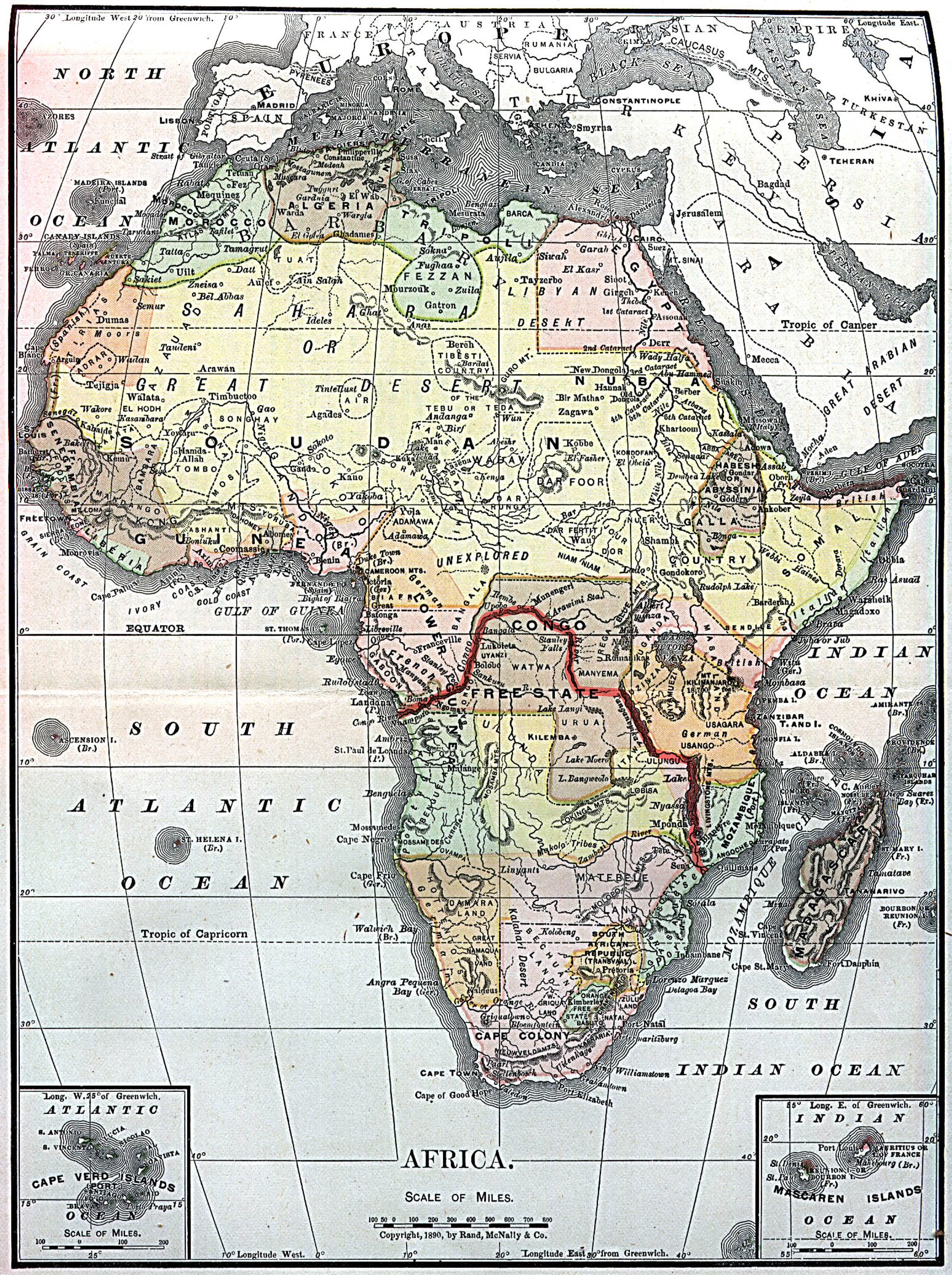
Mapa de la expedición austríaca del Congo al Índico dirigida por Oskar Lenz

Sin embargo, no tuvo la oportunidad de asumir ese puesto porque la Sociedad Geográfica Imperial austríaca le encargó que dirigiera una expedición al recién creado Estado Libre del Congo, viaje que implicaba cruzar el continente africano desde el Congo hacia el este hasta el Océano Índico. Los objetivos de este viaje de investigación, que duró desde 1885 hasta 1887, fueron estudiar la situación económica y comercial del Estado Libre del Congo y trazar la línea divisoria entre el río Nilo y el río Congo, adquiriendo conocimientos sobre la cuenca entre los dos cursos de agua.
En julio de 1885, la expedición partió de Kiel en el vapor Carl Woermann. El destino era la ciudad portuaria de Banana, situada en la desembocadura del Congo, adonde llegaron en agosto de 1885. Lenz se concentró principalmente en estudios geológicos y etnográficos, mientras que sus compañeros, Oskar Baumann hasta que enfermó de difteria y luego Friedrich Bohndorff, fueron responsables de cartografiar la zona. Circunstancias adversas, especialmente la falta de poder militar suficiente, hicieron que el plan de alcanzar las zonas al norte del Congo fracasara; sin embargo, la expedición logró cruzar el continente africano desde la desembocadura del Congo hasta la desembocadura del Zambeze.
Para recorrer unos 1.600 kilómetros río arriba hasta Kisangani, el grupo de investigación, a bordo del vapor H. M. Stanley proporcionado por el gobierno del Estado Libre del Congo, necesitó cerca de cincuenta días. En Kisangani, Lenz conoció al comerciante de esclavos y marfil Tippu Tip, la personalidad más influyente de África Oriental en ese momento, y que tenía una buena disposición hacia los exploradores europeos. Tip le aconsejó que no emprendiera una expedición a las zonas altamente inseguras al norte del Congo, pero le dio tres canoas pesadas para el próximo viaje por el río, más allá de las cataratas Stanley. Consiguieron llegar al océano Índico en diciembre de 1886, a través de pasos terrestres desde el lago Tanganica hasta el lago Nyasa y siguiendo el Zambeze. El viaje de regreso transcurrió por Mozambique, Zanzíbar y Adén.

### Últimos años
En marzo de 1887 Lenz regresó a Viena y en junio del año siguiente se convirtió en profesor titular en la Universidad Alemana de Praga. Lenz fue decano de dicha universidad entre 1892 y 1893 y rector de la misma de 1902 a 1903. En 1909 se retiró voluntariamente.
Oskar Lenz murió de un derrame cerebral un año después de la muerte de su esposa, Paula, de soltera Ridolfi. Fue enterrado en marzo de 1925 en el cementerio local de Sooß.

## Obra

### Algunas publicaciones
- Skizzen aus Westafrika (Sketches of West Africa), (1878)
- Tombuctú: Reise durch die Morokko Sahara und den Sudán (Timbuktu, Viaje por Marruecos, el Sahara y Sudán) (1884), traducido al francés en 1886 por Pierre Lehautcourt como Timbuctú, voyage au Maroc, au Sahara et au Soudan.
- Lenz, Oskar (1886-1887) (en francés), Timbuctú: voyage au Maroc, au Sahara et au Soudan, Lehautcourt, Pierre (trad.) Paris: Hachette . Gallica: v. 1, v. 2.
- Wanderungen in Afrika (Viajes por África), (1895)